# Idol (песня Yoasobi)
«Idol» (яп. アイドル Айдору, «Идол») — песня японского дуэта Yoasobi с их третьего мини-альбома, The Book 3. Она была выпущена в качестве сингла 12 апреля 2023 года на лейбле Sony Music Entertainment Japan в качестве открывающей темы для японского аниме Oshi no Ko. Песня содержит в себе поп в стиле японских идолов, хип-хоп, рок и игровую музыку, изображая двуличную натуру японских идолов с точки зрения персонажа аниме Аи Хосино (яп. 星野 アイ Хосино Аи), её фанатов и участниц вымышленной идол-группы B-Komachi.

## Предыстория
В июне 2022 года было анонсировано создание аниме по манге Oshi no Ko. Будучи «огромным фанатом» манги, Ayase сделал демозапись песни в 2022 году. Изначально она называлась «Kyūkyoku no Ōgi» (яп. 究極の奥義 кю:коку но о:ги, «Великие секретные техники»), повествуя о девушке, которая является сильным и непобедимым бойцом, показывая свою тёмную сторону, как Чунь Ли из Street Fighter. Изначально демоверсию планировали сделать через Vocaloid, но после того, как дуэту поступило предложение написать открывающую тему для аниме Oshi no Ko, Ayase переработал демозапись в новую песню, ставшую финальной версией.

## Критика
После релиза «Idol» получил в основном положительные отзывы. Дэнни Гуан из Screen Rant назвал песню «идеальным представлением Аи Хосино, перескакивая с задумчивых рэп-куплетов на энергичные J-pop-мелодии с лёгкостью, меняя настроение в мгновение ока».
Мио Комати из Real Sound назвала песню «выделяющейся среди дискографии Yoasobi, имеющую стилистику песен Vocaloid» и «идеальным изображением Хосино с практически искусственным голосом». Михо Такахаси из Rockin’On Japan назвала трек «идеальной работой, которую никак не получится сделать лучше». Патрик Сен-Мишель из The Japan Times написал, что песня «дизориентирующая, но запоминающаяся». Тассиа Ассис назвала «Idol» «магнум опусом Yoasobi».
| Издание            | Список                                 | Место |
| ------------------ | -------------------------------------- | ----- |
| Anime News Network | Лучшие песни 2023 года                 | н/д   |
| Bandwagon Asia     | Топ песен 2023 года                    | н/д   |
| Destructoid        | 10 лучших опенингов из аниме           | 5     |
| Genius             | 50 лучших песен 2023 года              | 30    |
| IGN Brazil         | 7 лучших опенингов из аниме 2023 года  | 6     |
| The Nerd Stash     | 10 лучших опенингов из аниме 2023 года | 1     |
| Screen Rant        | 10 лучших опенингов из аниме 2023 года | 1     |
| Сьюзи Судзуки      | Лучшая «десятка» 2023 года             | 4     |
| Young Post         | Лучшие песни 2023 года                 | н/д   |

## Видеоклип
13 апреля 2023 года в 0:30 по JST, сразу же после премьеры Oshi no Ko, на YouTube-канале Yoasobi и Niconico-канале Ayase состоялась премьера видеоклипа. Режиссёром стал Наоя Накаяма, анимацией занималась Doga Kobo, которая также занималась созданием аниме.
В клипе показывается «светлая и тёмная сторона» Аи Хосино, а также её детей-близнецов, Аквы и Руби. В конце они, будучи старшеклассниками, смотрят на выступление своей матери на телевизоре, чего нет в аниме. Режиссёр назвал данную сцену «миром, который хотела видеть Аи».
Клип на «Idol» стал четвёртым у Yoasobi, набравшим 100 миллионов просмотров, после «Yoru ni Kakeru», «Kaibutsu» и «Gunjō», а также самым быстрым японским видео, набравшим данную отметку (всего за 35 дней). Видео стало самым просматриваемым музыкальным видео на YouTube в Японии за 2023 год.
26 мая 2023 года была выпущена официальная версия видеоклипа на английском языке.

## Коммерческий успех

### В Японии
В Японии «Idol» стала моментальным успехом. По словам Oricon и Billboard Japan, песня набрала 100 миллионов прослушиваний в Японии быстрее всех, всего за 5 недель, обогнав «Butter» от BTS и «Subtitle» от Official Hige Dandism, достигших такого успеха за 6 недель. Затем она побила рекорд по времени, затраченному на 200, 300, 400, 500, 600, и 700 миллионов прослушиваний. К апрелю 2024 года Японская ассоциация звукозаписывающих компаний (RIAJ) выдала песне двойной платиновый статус за цифровые продажи (500 тысяч единиц) и бриллиантовый за стриминг (500 миллионов прослушиваний). «Idol» стала самой быстрой песней в истории RIAJ, получившей платиновый статус: спустя всего 295 дней с момента релиза.

### Во всём мире
Через две недели с момента релиза дистрибьютор The Orchard сообщил, что «Idol» прослушали и посмотрели более 100 миллионов раз. Песня дебютировала на 135 месте в чарте Billboard Global Excl. U.S. от 22 апреля 2023 года, поднявшись до 5 места на следующей неделе. С выходом англоязычной версии песня поднялась на первое место чарта с 24 тысячами цифровых продаж и 45,7 миллионами прослушиваний за неделю, став первой японской песней, покорившей чарт, и продержалась три недели. В Billboard Global 200 «Idol» дебютировал 29 апреля на 14 месте, и достиг высшей позиции на 7 месте, поставив новый рекорд для японских песен.
Песня также заняла первое место в чартах Apple Music и YouTube Music и стала восьмой самой прослушиваемой песней мира в Apple Music за 2023 год.

## Награды
| Церемония                            | Год  | Награда                            | Результат    |
| ------------------------------------ | ---- | ---------------------------------- | ------------ |
| AnimaniA Awards                      | 2024 | Лучшая песня из аниме              | Номинация    |
| Anime Trending Awards                | 2024 | Лучшая открывающая тема года       | Победа       |
| Crunchyroll Anime Awards             | 2024 | Лучшая песня из аниме              | Победа       |
| Crunchyroll Anime Awards             | 2024 | Лучшая открывающая тема            | Номинация    |
| CX Award                             | 2023 | Награда CX Award                   | Победа       |
| Japan Anime Record Awards            | 2023 | Лучшая песня из аниме              | Победа       |
| Japan Expo Awards                    | 2024 | Лучшая открывающая тема            | Победа       |
| Japan Gold Disc Award                | 2024 | Песня года по скачиваниям в Японии | Победа       |
| Japan Gold Disc Award                | 2024 | 3 лучшие песни по скачиваниям      | Победа       |
| Japan Gold Disc Award                | 2024 | Песня года по стримингу в Японии   | Победа       |
| Japan Gold Disc Award                | 2024 | 5 лучших песен по стримингу        | Победа       |
| Japan Record Awards                  | 2023 | Лучшая композиция                  | Победа       |
| JASRAC Awards                        | 2024 | Золотой приз                       | Победа       |
| MTV Video Music Awards Japan         | 2023 | Видео года                         | Номинация    |
| MTV Video Music Awards Japan         | 2023 | Лучшая анимация                    | Победа       |
| MTV Video Music Awards Japan         | 2023 | Песня года                         | Победа       |
| Newtype Anime Awards                 | 2023 | Лучшая тема                        | Второе место |
| Reiwa Anisong Awards                 | 2023 | Лучшая работа                      | Победа       |
| Reiwa Anisong Awards                 | 2023 | Лучшая песня из аниме              | Победа       |
| TikTok Trend Awards                  | 2023 | Лучшая песня                       | Победа       |
| U-Can New Words and Buzzwords Awards | 2023 | Новые и популярные слова           | Номинация    |
| Yahoo! Japan Search Awards           | 2023 | Лучшая песня                       | Победа       |

## Чарты
| Чарт (2023)                         | Высшая позиция |
| ----------------------------------- | -------------- |
| Мир (Billboard Global 200)          | 7              |
| Гонконг (Billboard Hong Kong Songs) | 2              |
| Япония (Billboard Japan Hot 100)    | 1              |
| Япония (Billboard Hot Animation)    | 1              |
| Япония (Combined Singles)           | 1              |
| Япония (Anime Singles)              | 1              |
| Малайзия (Billboard)                | 19             |
| Новая Зеландия (RMNZ)               | 19             |
| Сингапур (RIAS)                     | 10             |
| Южная Корея (Circle)                | 68             |
| Тайвань (Billboard)                 | 2              |
| США (World Digital Song Sales)      | 7              |
| Вьетнам (Vietnam Hot 100)           | 27             |

| Чарт (2023)                   | Позиция |
| ----------------------------- | ------- |
| Япония (Oricon)               | 9       |
| Япония (Oricon Anime Singles) | 2       |
| Южная Корея (Circle)          | 69      |

| Чарт (2023)                      | Позиция |
| -------------------------------- | ------- |
| Billboard Global 200             | 42      |
| Global Singles (IFPI)            | 19      |
| Япония (Japan Hot 100)           | 1       |
| Япония (Billboard Hot Animation) | 1       |
| Япония (Oricon)                  | 90      |
| Япония (Oricon Combined Singles) | 1       |
| Южная Корея (Circle)             | 158     |

## Сертификации
| Регион | Сертификация  | Продажи       |
| --- | ------------- | ------------- |
| Япония · Физический релиз | —             | 60 797        |
| Япония (RIAJ) · Цифровой релиз                                                                                                  | 2× Платиновый | 500 000*      |
| Стриминг |               |               |
| Япония (RIAJ) | Бриллиантовый | 500 000 000   |
| Итого |               |               |
| Мир (IFPI) | —             | 1 010 000 000 |
| * Данные о продажах приведены только на основе сертификации. · Данные только о прослушиваниях приведены на основе сертификации. |               |               |